# Marc Steckar
Marc Steckar est un musicien multi-instrumentiste français né le 1er juin 1935 à Cherbourg, mort à Bessancourt (Val-d'Oise) le 27 juin 2015.

## Biographie

### Études
Son premier instrument est le violoncelle, qu'il débute à l'âge de huit ans. Ensuite il travaille la trompette avec Raymond Sabarich en tant qu'auditeur de la classe du Conservatoire national supérieur de musique de Paris pendant trois ans, en compagnie de Maurice André. En 1953, il quitte la trompette pour le trombone et entre au CNSM dans la classe de Maître Lafosse en 1956.
À partir de 1957, il fait une pause dans ses études musicales à cause de la guerre d'Algérie. À son retour en 1959, il obtient un second prix de trombone.

### De 1959 à 1970: le trombone
Il joue alors dans les orchestres suivants :
- Le big band de Benny Bennet, en compagnie de Michel Portal, Ivan Jullien et Pierre Thibault
- L'Orchestre d'Aimé Barelli au Casino de Monte-Carlo et à l'Olympia où il accompagne Marlène Dietrich, Nat King Cole. En 1960, il effectue une tournée européenne.
- L'Orchestre de Paul Mauriat où il accompagne Charles Aznavour
- Le big band de Daniel Janin, en 1961 à l'Olympia où il accompage Édith Piaf, Jacques Brel, Gilbert Bécaud, Sammy Davis Jr.,Stevie Wonder...

En 1964, il joue six mois au Moulin Rouge et enregistre pour Michel Legrand, Vladimir Cosma et de nombreuses vedettes de la chanson française.
On a pu également le voir à la télévision :
- dans l'émission « Midi chez vous » tous les midis avec Jacques Martin
- dans l'émission « Thé dansant » sur Antenne2 avec le big band de Robert Quibel.

En 1968, il effectue un tour du monde avec Charles Aznavour.

### De 1970 à 1981: letuba
En 1970, tout en jouant du trombone au Casino de Paris dans les revues de Roland Petit avec Zizi Jeanmaire, il apprend en autodidacte le tuba, instrument dont il est devenu l'un des meilleurs spécialistes.
Il commence ensuite à enregistrer de plus en plus au tuba, ainsi qu'au trombone basse.
De 1973 à 1983, il accompagne Claude Nougaro avec Eddy Louiss, Maurice Vander et Richard Galliano et participe au big band de Martial Solal.
Marc Steckar a enregistré plus de 20 disques autour du tuba et a joué dans de nombreux festivals de Jazz.

### De 1991 à 2003: l’euphonium
En 1981, il forme le Steckar Tubapack, groupe avec lequel il jouera jusqu'en décembre 2003.
Le groupe est composé de 2 petits Tubas (1 euphonium et 1 saxhorn basse, 2 tubas (basse en Fa contrebasse en Bb) et batterie.
Le Steckar Tubapack aura également l'occasion de jouer avec Michel Portal et au Festival de Jazz de Jakarta (Indonésie) en 1988. 
On a pu retrouver le Steckar Tubapack en 1992 lors de la création « 92 à Tout Vent » sous l'Arche de la Défense où ils ont joué avec 2 500 musiciens d'harmonie (commande du ministère de la Culture).
L'ensemble va jouer avec quelques-uns des meilleurs tubistes français : Michel Godard, Didier Havet, Christian Jous, Daniel Landreat, Philippe Legris et François Thuillier.
En 1984, il forme "Elephant Tuba Horde", big band composé d'euphoniums, de saxhorns et de tubas.
On peut le voir dans le film La Tubapassion de 52 minutes en 2001, qui a été réalisé par la chaîne de télévision Muzzik (Mezzo).
Le 9 août 2003, il joue avec le Lorient Celting Pot avec euphoniums, tubas, cuivres, bagad et percussions.
Après avoir été multi-instrumentiste, Marc s'est consacré ces dernières quelques années à l'euphonium.

## Compositions
À partir de 1990, il se consacre à l'écriture :
- compositions mélangeant euphoniums et tubas à des chœurs, des orchestres d'harmonie, big band, batterie fanfare, bagad Breton.
- écriture de concertos pour euphonium, tuba, trombone, trompette, trombone basse, quatuor de trombones, quatuor de clarinettes, quintette de trompettes, toujours accompagnés par un orchestre d'harmonie.
- Euphonie, un de ses concertos pour euphonium a été créé pour Ivan Milhiet en 1984 avec l'Orchestre d'Harmonie du Havre.
- Celtophonie en 1994 pour le Festival interceltique de Lorient avec Tubapack, ensemble de cuivres et bagad de Quimperlé. Concert, film et CD : Celtophonie et Bagadapack.
- Feezzy au village fanfare, conte musical pour voix d'enfants et fanfare ou "Tony Tuba" pour voix d'enfants, tubas et percussions dont les livrets sont signés Jean-Claude Decalonne.
- Inspiration, Jubilation, et Récréation, pièce en trois mouvements pour trombone et harmonie créée par Michel Becquet à Tokyo.

La plupart de ces œuvres sont éditées par Feeling Musique, Paris
En consécration à ses talents de compositeur, une de ses œuvres pour cuivres et percussions Entretemps est créée à l'Opéra Bastille, puis rejouée en février 2011 à l'Opéra Garnier (Paris).

## Récompenses et hommages
- En 1982, il obtient le prix Boris Vian avec le Steckar Tubapack, décerné par l'Académie de Jazz.
- En 1999, il obtient un prix de la composition de la SACEM : prix Pierre-et-Germaine-Labole. C'est pour son activité débordante, généreuse et génératrice d'un renouvellement opportun et juste d'un répertoire attachant et mal connu que la Sacem a souhaité remercier Marc Steckar en lui attribuant ce prix.

Compte tenu de l'apport de Marc Steckar au tuba, plusieurs hommages lui ont été rendus, notamment :
- Tuba Show : en 2005 en l'honneur de ses 70 ans, cette soirée a rassemblé une centaine de tubistes de styles différents au Conservatoire national de musique (Paris)
- Tuba Show a été renouvelé en 2010 en l'honneur de ses 75 ans à l'auditorium Saint-Germain
- Le 28 juin 2013 est inauguré « L'Espace Marc Steckar » (en présence de Marc Steckar habitant Bessancourt depuis 50 ans) qui est le nouvel espace culturel de la ville. Il y accueille « L'École de Musique » de la ville, ainsi que des expositions d'arts plastiques. On y donne des cours de musique (avec violon, batterie, flûte, piano, guitare, basse, guitare électrique, solfège), ainsi que des cours de théâtre.
- Enfin en 2015 pour son 80e anniversaire, plusieurs concerts sont donnés à la fois au Conservatoire national de musique (Paris) et dans sa ville de résidence, Bessancourt.

## Discographie
- 1981 : Tubapack (Jam)
- 1981 : Kantation (Disques JAM ) avec Bernard Arcadio
- 1984 : Endless Staircase (CREAM Records) avec Bernard Arcadio, Alain Lecointe, Mokhtar Samba
- 1987 :  Elephant Tuba Horde (IDA Records)
- 1988 : Steckar Trinity (Magazine Record)[3]
- 1989 : Tubakoustic (IDA Records)[4]
- 1993 : Packwork : Music For Symphonic Band (Big Blue Records)
- 1994 : Packwork (Big Blue Records)
- 1996 : TubaleÏdoscope (Feeling Musique, Night & Day)
- 2000 : Celtophonie et Bagadapack (Night & Day)
- 2008 : Tuba international (BIM)
- 2008 : Music for Bass Trombone and Wind Band (Naxos)